# Igaratinga
Igaratinga là một đô thị thuộc bang Minas Gerais, Brasil. Đô thị này có diện tích 219,318 km², dân số năm 2007 là 8477 người, mật độ 38,2 người/km².